# Swing & soda: il meglio di Sergio Caputo
Swing & soda: il meglio di Sergio Caputo è la prima raccolta del cantautore italiano Sergio Caputo, pubblicata nel 1992 dall'etichetta discografica CGD.

## Descrizione
Questo disco raccoglie 14 brani tra i più noti dell'artista includendo anche Sabato italiano, Bimba se sapessi, Italiani Mambo e Non bevo più tequila.
La raccolta è menzionata nell'Enciclopedia del rock italiano curata da Gianluca Testani.

## Tracce
CD (CGD, 9031-76447-2)
Testi e musiche di Sergio Caputo.
1. Sabato italiano – 3:39
2. Bimba se sapessi – 3:47
3. Spicchio di Luna – 3:17
4. Italiani Mambo – 4:25
5. Mercy Bocù – 4:05
6. Metamorfosi – 4:01
7. Vado alle Hawaii – 2:51
8. II Garibaldi innamorato – 3:10
9. L'astronave che arriva – 3:40
10. Hemingway Caffè Latino – 3:49
11. Effetti personali – 3:50
12. Non bevo più tequila – 3:07
13. T'ho incontrata domani – 3:40
14. Dammi un po' di più – 4:47

Durata totale: 52:08

## Collezionismo
- Uno tra gli album in vinile tra i più rari e ricercati dai collezionisti.